# Заручьево (Стоянцевское сельское поселение)
Заручьево — деревня в Кимрском районе Тверской области. Входит в состав Стоянцевского сельского поселения.

## География
Находится в юго-восточной части Тверской области на расстоянии приблизительно 29 км на запад-северо-запад по прямой от районного центра города Кимры в левобережной части района.

## История
В 1859 году здесь (деревня Корчевского уезда Тверской губернии) было учтено 13 дворов.

## Население
Численность населения: 112 человек (1859 год), 11 (русские 100 %) 2002 году, 18 в 2010.